# Erik Daniel
Erik Daniel (ur. 4 lutego 1992 w Bratysławie) – czeski piłkarz słowackiego pochodzenia występujący na pozycji napastnika w słowackim klubie Spartak Trnawa. Wychowanek FK Šardice, w trakcie swojej kariery grał także w takich zespołach, jak Slovan Liberec, Spartak Myjava, MFK Ružomberok oraz  Slovan Bratysława.